# Panzerkampfwagen VII Löwe
Panzerkampfwagen VII Löwe (Stridsvagn 7 Lejon), förkortat Pz.Kpfw. VII (och dylikt), med projektnamnet VK 72.01 (K) (vollketten, "helband", 72 ton, version 01, Krupp), var en konventionell övertung stridsvagn projekterad av Nazityskland under andra världskriget, vilken ej kom att produceras och stannade på ritbordet.

## Utveckling
Ett förslag på en ny supertung stridsvagn gjordes i början av 1941 efter att Krupp hade studerat sovjetiska supertunga stridsvagnar. 
Projektet baserades på deras förra, VK 70.01 Tiger-Maus (som senare blev grunden för E-100). Senare planerades att Löwe skulle ersätta Tiger II. I november hade specificerats att den skulle ha 140 mm frontpansar och 100 mm på sidan. Den skulle ha en besättning om 5 man - 3 i tornet, 2 i skrovet.
Konstruktörerna planerade att bygga två varianter, en lätt och en tung. Den lätta (Leichte Löwe eller VK 72.01 (K) ) skulle ha 100 mm frontpansar och 80 mm sidopansar med ett bakmonterat torn och skulle väga 76 ton. Den tunga (Schwere Löwe eller VK 72.01) skulle istället ha 120 mm frontpansar och 100 mm sidopansar samt ett mittenmonterat torn och väga 90 ton. Båda varianterna skulle ha en 10,5 cm L/70 kanon med en kulspruta på tornet som sekundär. 
Adolf Hitler tyckte att den tunga varianten var bäst. Löwe konstruerades om att ha en 15 cm L/40 kanon istället och 140 mm frontpansar, och för att göra den bättre i terräng använde man 900–1 000 mm band och gjorde den även snabbare till 30 km/h.
Projektet avbröts p.g.a utvecklingen av Porsche's Maus. Under utvecklingen av Tiger II planerades att bygga en omdesignad version av Löwe med en 8,8 cm KwK L/71, som skulle kunna toppa 35 km/h med en Maybach HL 230 P 30 på 800 hk. Projektet stoppades senare för att Maus ansågs vara bättre.

### Webbkällor
- https://web.archive.org/web/20140814190611/http://www.achtungpanzer.com/panzerkampfwagen-vii-lowe.htm Achtung Panzer. 1996-2012.